# Grua volant

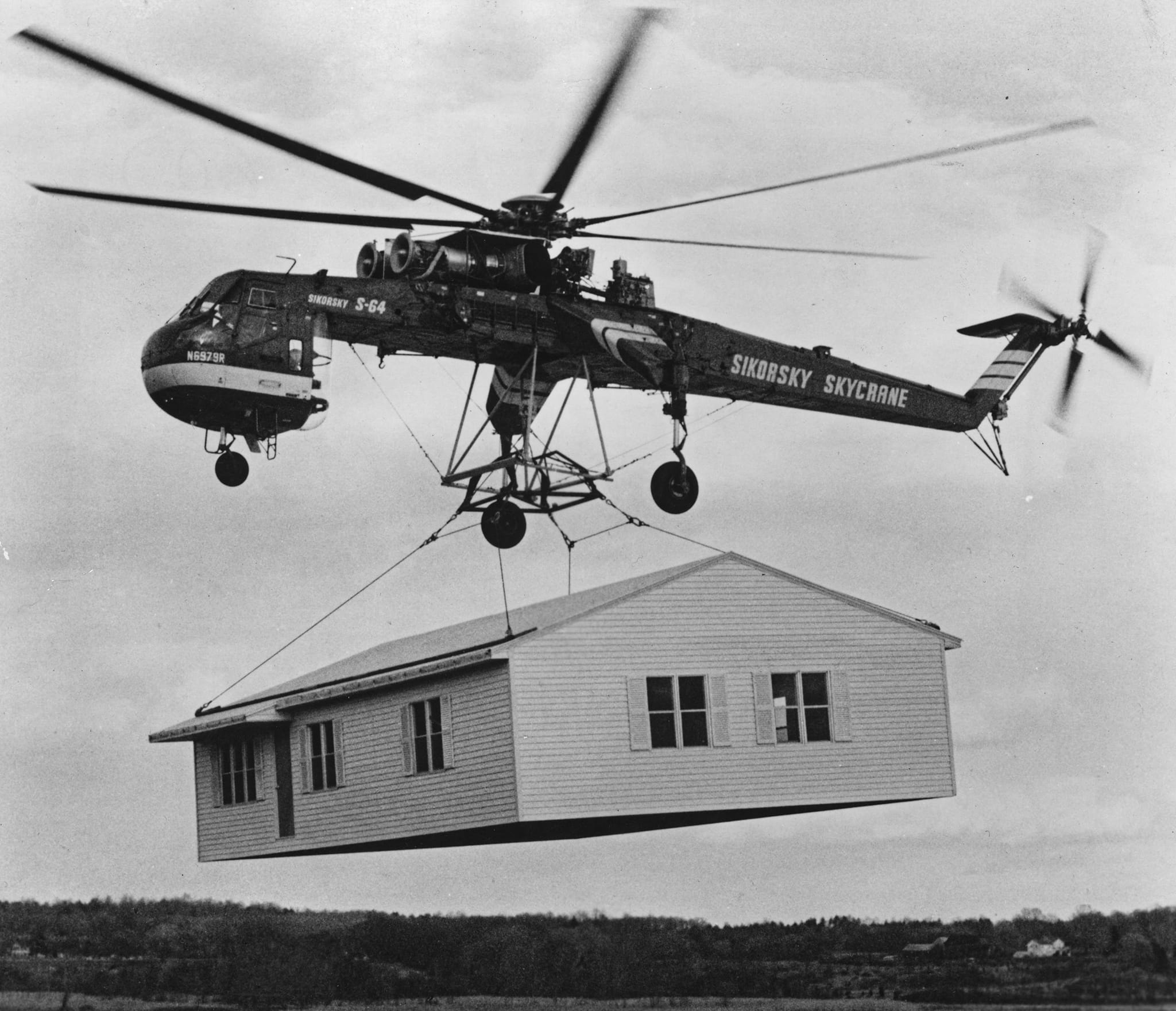
Un Sikorsky S-64 Skycrane transportant una casa.

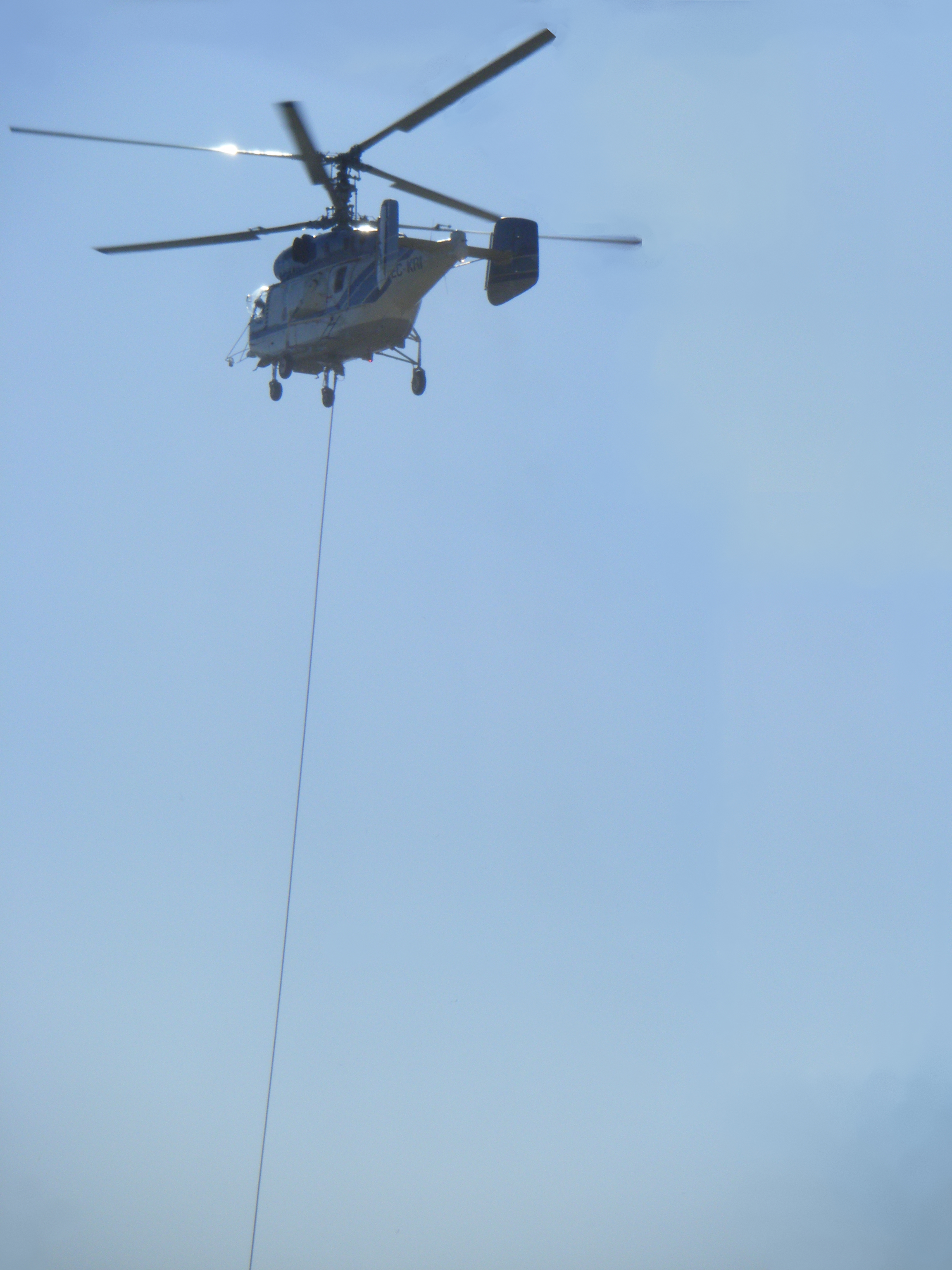
Kamov Ka-32.

Es denomina grua volant, helicòpter grua o helicòpter elevador a un helicòpter utilitzat per a elevar càrregues pesants.

## Helicòpters dissenyats per aquesta finalitat
- CH-54 Tarhe
- Kaman K-MAX
- Kamov Ka-32K
- Mil Mi-10
- S-64 Skycrane